# Jaume d'Olesa
|  | No s'ha de confondre amb Jaume d'Olesa i Sanglada. |

Jaume d'Olesa, (Ciutat de Mallorca, s. xv-1443), escriptor mallorquí. Fill de Joan d'Olesa i Brondo, estudià dret a la Universitat de Bolonya, on escriví un quadern de poesies datat el 1421, en català es conserven les poesies Clam de Fortuna i una Cobla a la Mare de Déu, també va copiar una poesia en castellà, que és la primera mostra conservada del romancer castellà, segurament transmesa per algun condeixeble de la universitat. És el primer representant de la saga d'escriptors en català de cognom Olesa.